# 五千尺ホテル上高地

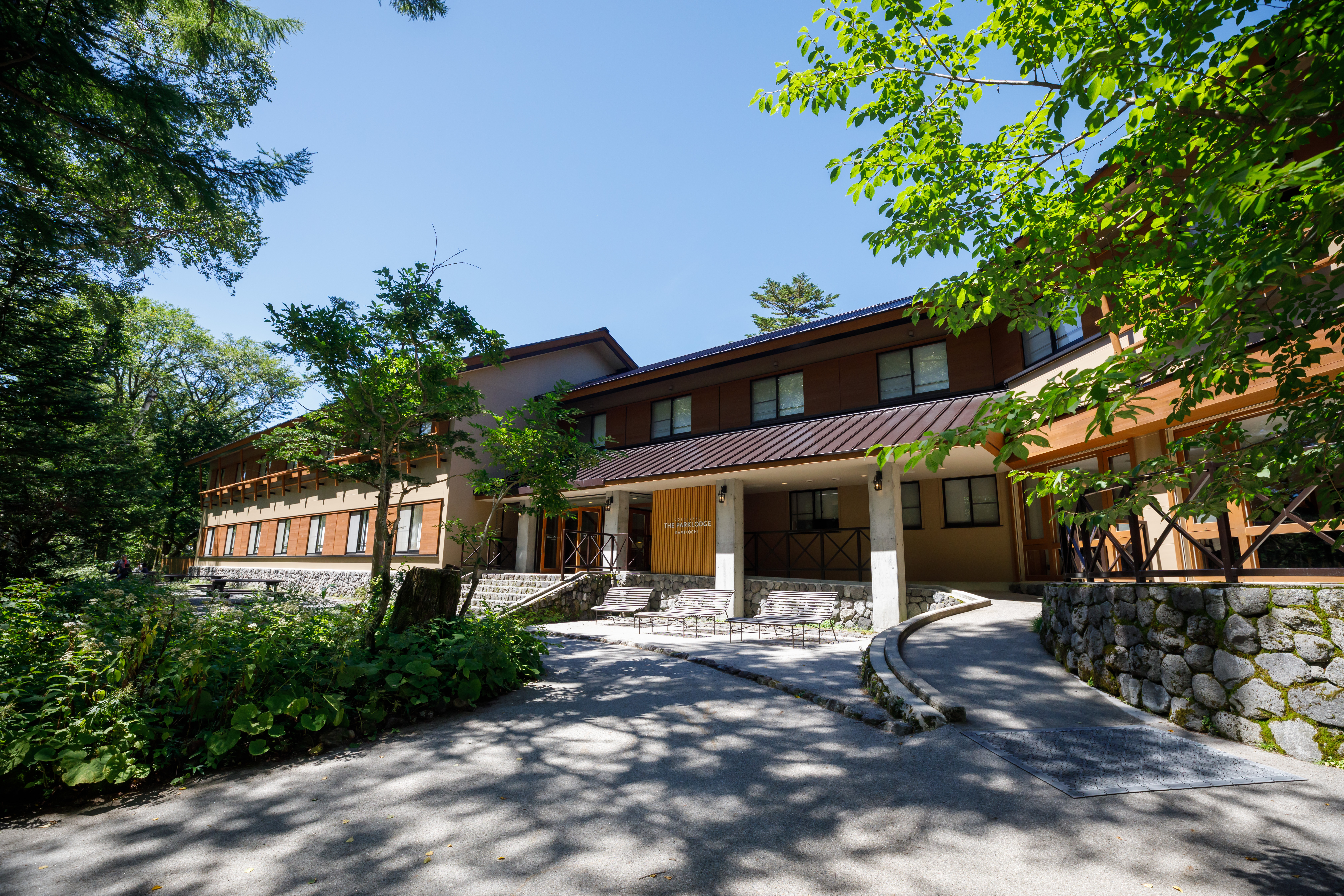
THE PARKLODGE上高地（旧・五千尺ロッヂ）

五千尺ホテル上高地（ごせんじゃくホテルかみこうち）は、長野県松本市安曇上高地にあるホテルである。

## 沿革
出典
- 1918年（大正7年） - 藤澤たい、「旅舎五千尺」（旧・養老館上高地支店）創業。
- 1929年（昭和4年） - 「五千尺別館」（現・THE PARKLODGE上高地）開設。
- 1941年（昭和16年） - 旅舎五千尺を「五千尺旅館」に改称。
- 1953年（昭和28年） - 有限会社五千尺（現・株式会社五千尺）設立。
- 1965年（昭和40年） - 別館増改築、「五千尺ロッヂ」に改称。
- 1975年（昭和50年） - 旅館新築、「五千尺ホテル」と命名。フランス料理の提供を本格化。
- 1985年（昭和60年） - ホテル西館（現・五千尺キッチンおよび上高地のおみやげや）改築。
- 1996年（平成8年） - 株式会社化。
- 2009年（平成21年） - 「河童橋写真館」開設。
- 2010年（平成22年） - 電気自動車「Gosenjaku CARGO」（三菱・i-MiEV）導入。
- 2012年（平成24年） - 自社農園「Gosenjaku Farm」設立。
- 2018年（平成30年） - 創業100周年。
- 2019年（令和元年） - 100周年記念事業として五千尺ホテルを「五千尺ホテル上高地」に、五千尺ロッヂを「THE PARKLODGE上高地」に、河童食堂を「五千尺キッチン」に、上高地のおみやげ屋さんを「上高地のおみやげや」に改名、NPGを「FIVESENSE（ファイブセンス）」にそれぞれ改称。
- 2020年（令和2年） - 五千尺流SDGｓの発表、THE PARKLODGE上高地106号室リニューアル

## 主な施設
- 客室総数29室[2]
- 食事 - メインダイニング「GRAND（グランド）」（2020年よりランチ営業休止）[4]
- 談話室
- 大浴場
- 上高地ネイチャーガイド「FIVESENSE（ファイブセンス）」
- スイーツカフェ＆バー「LOUNGE」（旧名 5HORN上高地）[4]
- 五千尺キッチン（旧名 河童食堂）[4]
- 上高地のおみやげや

## 客室
- 客室総数29室[2]
  - 上高地スイート─バルコニー付き─ - 1室[要出典]
  - 4階 洋室ツイン─バルコニー付き─ - 4室[要出典]
  - 3階 洋室ツイン─バルコニー付き─ - 4室[要出典]
  - 3階 洋室ツイン - 2室[要出典]
  - 2階 洋室ツイン - 6室[要出典]
  - 1階 洋室ツイン - 6室[要出典]
  - 六百山側2-4階 洋室ツイン - 6室[要出典]
- チェックイン 15:00 （最終 19:00） / チェックアウト 11:00[2]
- 支払い - クレジットカード全社対応可能[2]